# Lytocaryum weddellianum
Lytocaryum weddellianum är en enhjärtbladig växtart som först beskrevs av Hermann Wendland, och fick sitt nu gällande namn av Joaquim Franco de Toledo. Lytocaryum weddellianum ingår i släktet Lytocaryum och familjen Arecaceae. Inga underarter finns listade i Catalogue of Life.